# شونسوکه مادا
شونسوکه مادا (انگلیسی: Shunsuke Maeda؛ زادهٔ ۹ ژوئن ۱۹۸۶) بازیکن فوتبال اهل ژاپن است.
از باشگاه‌هایی که در آن بازی کرده‌است می‌توان به باشگاه فوتبال کونسادول ساپورو، باشگاه فوتبال توکیو، و باشگاه فوتبال سانفریس هیروشیما اشاره کرد.
وی همچنین در تیم ملی فوتبال زیر ۲۰ سال ژاپن بازی کرده‌است.